# Ansamblul fostului conac Domokos Gyula
Ansamblul fostului conac Domokos Gyula este un ansamblu de monumente istorice aflat pe teritoriul satului Cernat; comuna Cernat. În Repertoriul Arheologic Național, monumentul apare cu codul 64201.16.01, 64201.16.02, 64201.16.03.